# بال‌پوش

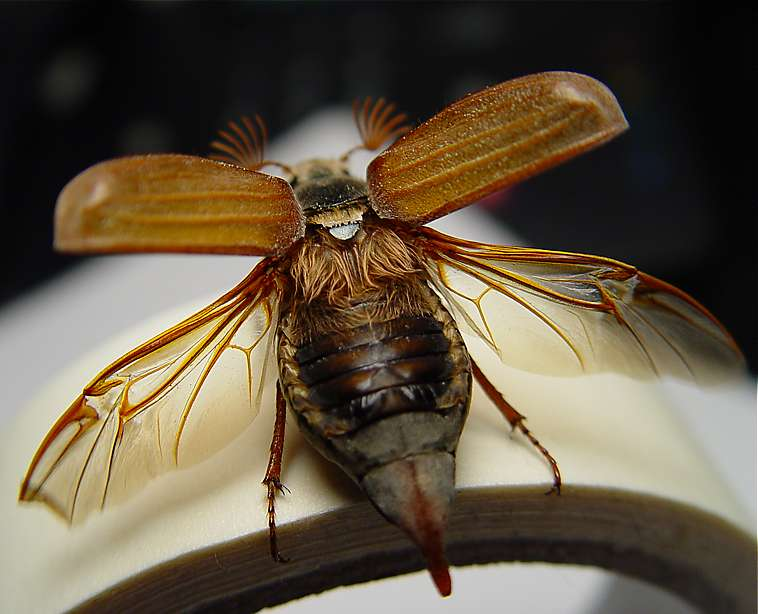
در سوسک طلایی بال‌پوش‌ها به آسانی از دیگر بال‌ها قابل تشخیص‌اند.

در بدن حشرات به هر یک از دو بال نسبتا ضخیمی که در جلوی بال اصلی قرار گرفته و آن را سپروار از گزند مصون می‌دارند بال‌پوش (elytron) می‌گویند. به بال‌پوش، بال‌نیام هم گفته شده است.
بال‌پوش نوعی بال تغییریافته و سفت‌شده است که در برخی از راسته‌ها چون قاب‌بالان و ناجوربالان دیده می‌شود.
در بیشتر نیم‌بالان بال جلویی تنها در قسمت پایه‌ای ضخیم‌تر است و نوک آن جنس غشایی دارد و به این خاطر به این بال‌ها، نیم‌بال‌پوش hemelytra می‌گویند.